# Nelly-Sachs-Haus

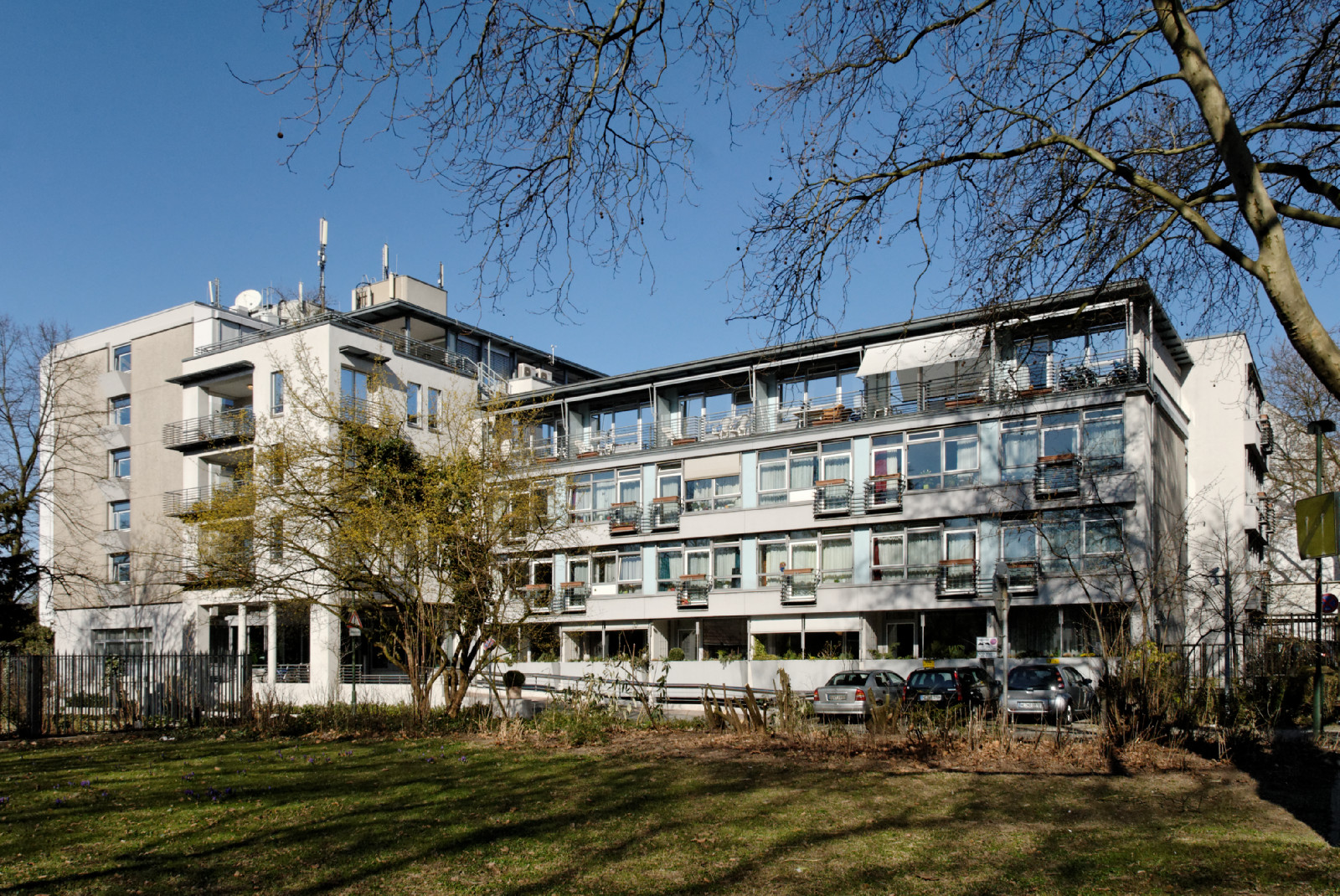
Nelly-Sachs-Haus

Das Nelly-Sachs-Haus ist ein jüdisches Altenwohn- und Pflegeheim in Düsseldorf-Stockum, Nelly-Sachs-Straße 5. Die Einrichtung hat eine koschere Küche, der Sabbat und die jüdischen Feiertage (religiös wie säkular) werden gefeiert.

## Geschichte
Das Haus wurde 1969–1970 im Auftrag der Jüdischen Gemeinde Düsseldorf nach Entwürfen des Architekten Wolfgang Döring als Wohnheim und Gästehaus für die Eltern der nach Düsseldorf zurückgekehrten Gemeindemitglieder erbaut. Zunächst war dort Platz für 80, 90 oder 97 Bewohner. Benannt wurde es nach der Literaturnobelpreisträgerin Nelly Sachs.
Unter Berücksichtigung der neuen Vorschriften für Alten- bzw. Pflegeheime wurde das Gebäude 2003 durch die Architekten Margret Balkow und Ernst Endres umfassend umgebaut und erweitert, sodass 110 pflegebedürftige Menschen betreut werden können. Gleichzeitig wurde der Energiebedarf des Hauses gesenkt.
Für den Einbau von Sonnenkollektoren auf einer 190 m² großen Dachfläche, die die Kosten für Energie um 30 % senkten, erhielt das Nelly-Sachs-Haus 2005 die Auszeichnung „Energiesparer NRW“. 2006 nahm die Einrichtung am Tag der Architektur in Nordrhein-Westfalen teil und öffnete sich dazu für Besucher.
Der Baukomplex besteht aus mehreren Gebäuden und hat 110 Plätze für Senioren.
Das Gebäude ist ein Skelettbau, dessen inzwischen nicht mehr sichtbare „Giebelverkleidung aus Waschbetonplatten“ im 1975 erschienenen Architekturführer Düsseldorf erwähnt wurde.

## Sonstiges
- Rose Ausländer lebte von 1972 bis zu ihrem Tod 1988 in diesem Heim.[7][8]
- Paul Spiegel beteiligte sich häufig an dortigen Aktivitäten.[9]
- Lilli Marx verbrachte ihre letzten Lebensmonate dort.
- Der Maler Konrad Klapheck (1935–2023) wohnte in seinen letzten Lebensjahren im Nelly-Sachs-Haus.